# Сергієвка (Курманаєвський район)
Сергі́євка (рос. Сергеевка) — село у складі Курманаєвського району Оренбурзької області, Росія.

## Населення
Населення — 153 особи (2010; 298 у 2002).
Національний склад (станом на 2002 рік):
- росіяни — 94 %